# Ra (Schiff)

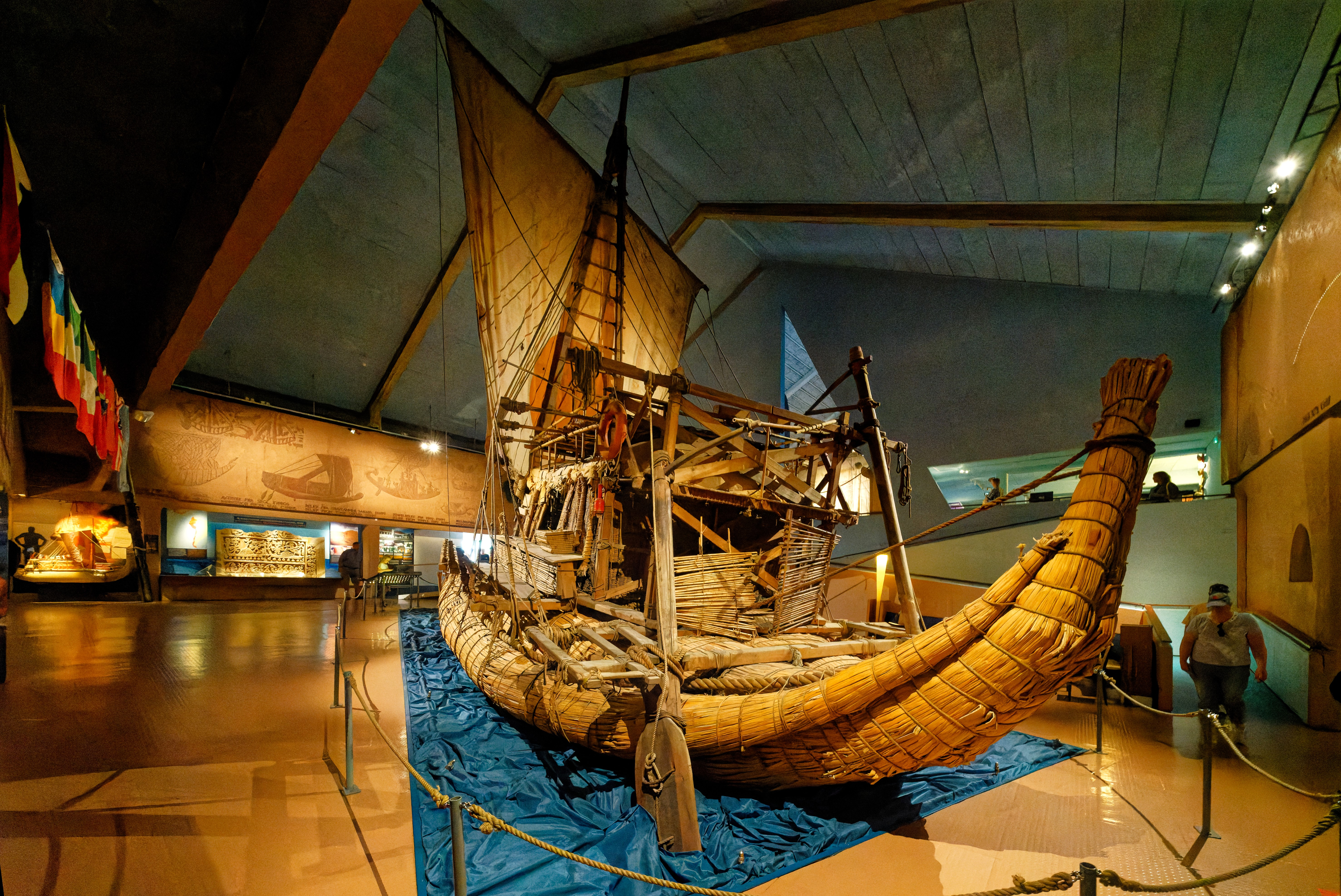
Nachbau der Ra II im Kon-Tiki-Museum in Oslo

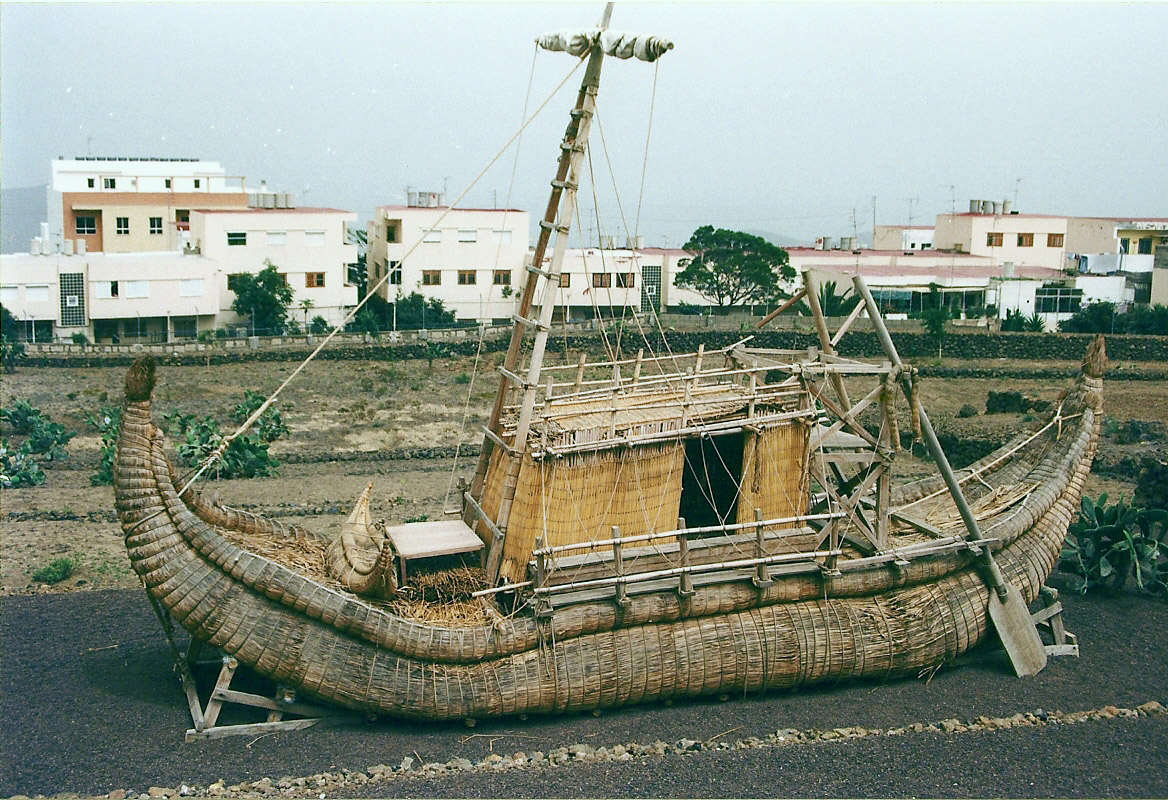
Nachbau der Ra II im Park Piramides de Güimar auf Teneriffa

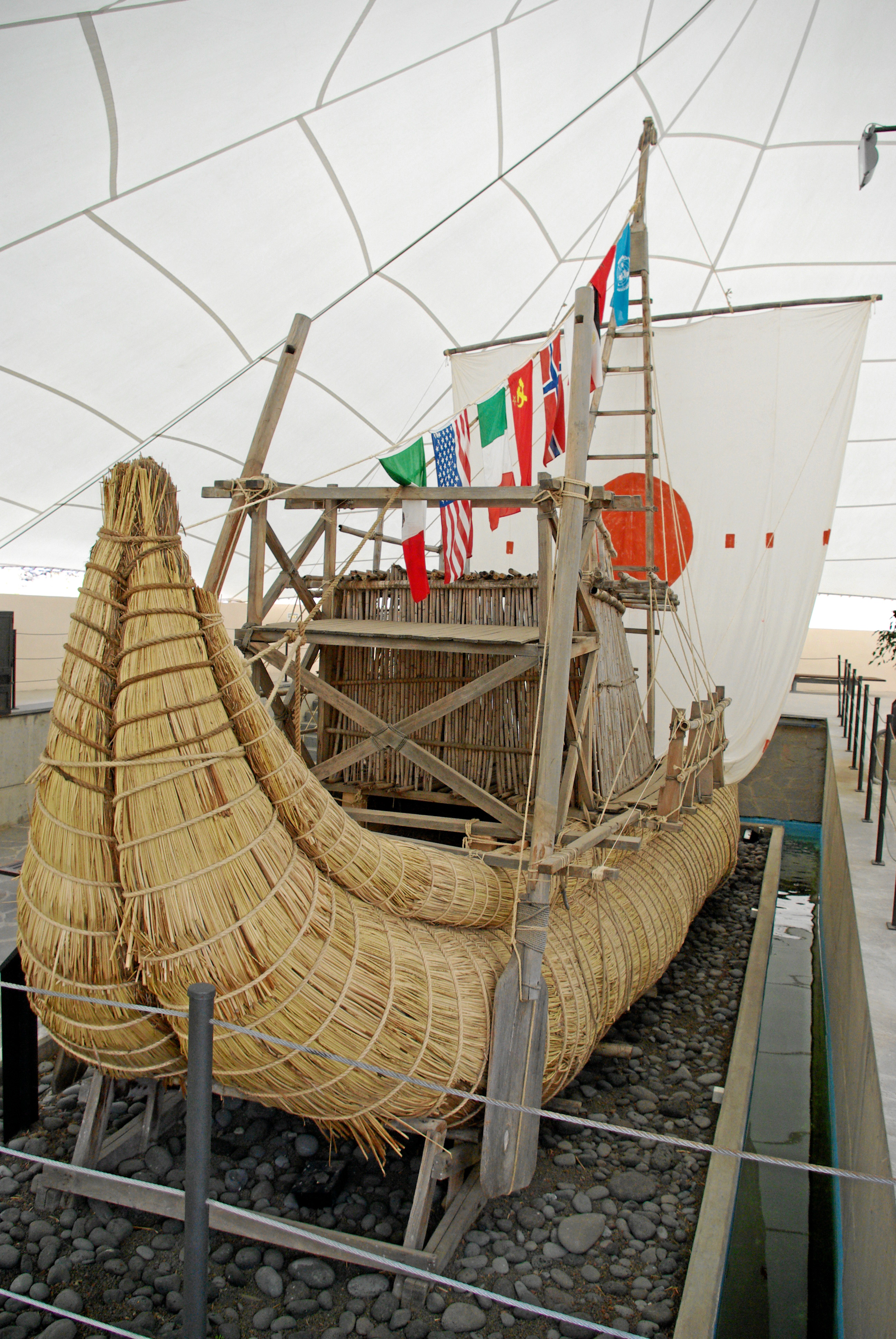
Nachbau der Ra II im Park Piramides de Güimar auf Teneriffa

Ra ist der Name zweier Papyrusboote, mit denen Thor Heyerdahl ab 1969 versuchte, den Atlantik in Ost-West-Richtung zu überqueren.

## Hintergrund
Zu den Expeditionen sah sich Heyerdahl durch bemerkenswerte Übereinstimmungen unterschiedlicher Kulturgüter in Afrika (insbesondere Ägypten), Südamerika und Polynesien veranlasst. Neben Malereien oder Bauwerken wie etwa Pyramiden gab es auch Boote aus Schilf sowohl am Titicacasee und am Tschadsee als auch auf Darstellungen in Polynesien und in ägyptischen Pyramiden. Viele Archäologen (die „Isolationisten“) vertraten die Ansicht, derlei Übereinstimmungen kämen nur dadurch zustande, dass Menschen unter ähnlichen Voraussetzungen ähnliche Lösungen für Probleme und kulturelle Entwicklungen nähmen.
Ein Einfluss durch fremde Völker aus Übersee wurde von den „Isolationisten“ nicht anerkannt, da es mit den Mitteln der damaligen Zeit nicht möglich gewesen sei, den Ozean zu überqueren. Heyerdahl, ein „Diffusionist“, unternahm seine Expeditionen, um zu zeigen, dass Völker aus dem Norden Afrikas mit den damaligen Schilfbooten durchaus zu einer Atlantiküberquerung 
imstande gewesen sein konnten.

## Ra
Am 25. Mai 1969 startete Heyerdahl von Safi in Marokko aus mit der 15 m langen Ra in Richtung Westen. In diesem nach dem ägyptischen Sonnengott Re benannten und nach ägyptisch-phönizischem Vorbild entworfenen Boot verbauten seine Helfer 12 t Papyrus. Dabei wurden sie von drei Papyrus-Bootsbauern vom Volk der Buduma (Yedina) aus dem Ort Bol am Tschadsee angeleitet.
Gefertigt wurde die Ra vor der Cheopspyramide in Ägypten. Allerdings kam es beim Bau zu Unstimmigkeiten, weil die Bootsbauer vom Tschad nicht gewillt waren, die Vorgaben aus ägyptischen Reliefs und Wandmalereien einzuhalten. Dies führte neben Details wie der Steuerung, die aus den Vorlagen nur ungenau erkennbar waren, zu konstruktiven Mängeln, welche die Reise bald erschwerten. Neben mehrfachem Bruch der Doppelruder (Steuerung) bremste vor allem das zusehends absinkende Heck des Fahrzeugs die Fahrt; nach einem Sturm, der eine große Menge des Papyrus an der Luvseite fortgeschwemmt hatte, wurde Ra nach mehr als 5.000 km und 56 Tagen Reisezeit am 18. Juli, wenige Tage vor dem Ziel Barbados, trotz Protests eines Teils der Mannschaft, aufgegeben.
Wichtig an diesem Experiment war Heyerdahl auch, auf minimalem Raum möglichst viele verschiedene Nationen zu versammeln, die sich für ein gemeinsames Ziel engagierten:
| Nation             | Name              | Rolle              |
| ------------------ | ----------------- | ------------------ |
| Ägypten            | Georges Sourial   | Unterwasserexperte |
| Italien            | Carlo Mauri       | Kameramann         |
| Mexiko             | Santiago Genovés  | Proviantverwaltung |
| Norwegen           | Thor Heyerdahl    | Leitung            |
| Tschad             | Abdullah Djibrine | Papyrusexperte     |
| Sowjetunion        | Juri Senkewitsch  | Arzt               |
| Vereinigte Staaten | Norman Baker      | Navigator          |

Das Schilfboot segelte unter der Flagge der Vereinten Nationen.

## Ra II
Nach den Erfahrungen aus der ersten Ra-Expedition ließ Heyerdahl das nächste Fahrzeug von vier Aymara-Baumeistern vom Titicacasee bauen, in der Annahme, deren Boote stünden dem vermuteten ägyptischen Ursprung näher als diejenigen aus dem Inneren Afrika – unter anderem weil das hochgezogene Heck, das den Tschad-Bootsbauern nutzlos erschienen war, am Titicacasee als selbstverständlich galt. Sollte sich Heyerdahls These, die Ägypter hätten ihre Kultur nach Mittelamerika gebracht, bewahrheiten, wäre das Tiwanaku-Volk weit eher Erbe der Schiffbau-Konzepte seiner „Urahnen“ als die Anwohner eines Sees inmitten Afrikas, der von ägyptischer Kultur kaum berührt sein konnte.
Wieder gab es Unstimmigkeiten beim Bau: Von etwa zwölf Tonnen Material, wie beim ersten Mal genutzt, ließen die Aymara gut drei Tonnen übrig, nachdem sie ihr Fahrzeug als „fertig“ deklariert hatten. Dies sollte sich als Problem erweisen, weil die gleiche Fracht wie beim ersten Versuch jetzt Überladung bedeutete: Das Boot musste nach wenigen Tagen geleichtert werden, was Rationierungen zur Folge hatte.
Ra II war etwa 12 m lang, also 3 m kürzer als die Ra, und vollkommen anders aufgebaut: Während die Ra zweimal neun Schilfstränge übereinandergelegt hatte, den jeweils dicksten in der Mitte, bestand die Ra II aus einem Doppelstrang, in der Mitte durch einen dünneren Strang überbrückt und seitlich durch ebenfalls dünnere Nebenstränge erhöht. Im Gegensatz zur Ra, die sich über die Wellen bog, war die Ra II steif.
Mit der Ra II stach am 17. Mai 1970 fast die gleiche Mannschaft wieder unter der Flagge der UN von Safi aus in See und erreichte nach 57 Tagen und 6.100 km am 12. Juli 1970 Barbados. 
| Nation             | Name               | Rolle              |
| ------------------ | ------------------ | ------------------ |
| Ägypten            | Georges Sourial    | Unterwasserexperte |
| Italien            | Carlo Mauri        | Kameramann         |
| Mexiko             | Santiago Genovés   | Proviantverwaltung |
| Norwegen           | Thor Heyerdahl     | Leitung            |
| Japan              | Kei Ohara          | Kameramann         |
| Sowjetunion        | Juri Senkewitsch   | Arzt               |
| Vereinigte Staaten | Norman Baker       | Navigator          |
| Marokko            | Madani Ait Ouhanni |                    |

Während der Fahrt wurden Ölverschmutzungen im Atlantik dokumentiert, die man schon auf der ersten Fahrt entdeckt hatte. Unter dem Druck der Öffentlichkeit wurden später erste internationale Umweltschutzabkommen getroffen, womit Heyerdahl auch zu einem Pionier der Umweltbewegung wurde.

## Sonstiges
Nachbauten der Ra II sind heute im Kon-Tiki-Museum in Oslo und im Saal für Antike Schifffahrt im Park Piramides de Güimar auf Teneriffa ausgestellt.
Heyerdahls Dokumentarfilm Ra über diese Expedition wurde 1972 für den Oscar nominiert.
1973 benannten sowjetische Mineralogen ein neu entdecktes Schichtsilikat zu Ehren der Besatzung nach dem Schilfboot (Rait).